# Élections locales écossaises de 2003 à Falkirk
Pour un article plus général, voir Élections locales écossaises de 2003.

Les élections locales écossaises de 2003 à Falkirk se sont tenues le 1er mai 2003.

## Composition du conseil
Majorité absolue : 17 sièges
| Parti        | Sièges  |
| ------------ | ------- |
| Travailliste | 14 / 32 |
| SNP          | 9 / 32  |
| Indépendant  | 7 / 32  |
| Conservateur | 2 / 32  |